# 耶日·波比耶乌什科
耶日·波比耶乌什科（波兰语：Jerzy Popiełuszko，1947年9月14日—1984年10月19日）是一位波兰天主教神父，他与反对波兰共产党的团结工会有联络。1984年，波比耶乌什科被波兰波蘭安全局的三位特務暗杀，該三名特務後來遭到逮捕並接受審判定罪。耶日·波比耶乌什科的埋葬地科斯特科教堂成为波兰人的参拜胜地，1987年9月，时任美国副总统老布什也曾来访。2010年，波比耶乌什科被罗马天主教追认为“殉道者”，並由大主教安日洛・阿馬托替教宗本篤十六世於2010年6月6號封聖。